# جون توماس بليك
جون توماس بليك (بالإنجليزية: John Thomas Blake)‏ هو مؤرخ نيوزيلندي، ولد في 4 أبريل 1853، وتوفي في 26 نوفمبر 1940.